# Salpis interrupta
Salpis interrupta là một loài bướm đêm trong họ Geometridae.